# Sturm über Tibet
Sturm über Tibet ist ein US-amerikanischer Abenteuerfilm aus dem Jahr 1952 von Andrew Marton mit Rex Reason und Diana Douglas in den Hauptrollen. Der Film wurde von Summit Productions produziert und von Columbia Pictures in den Verleih gebracht.

## Handlung
Der Amerikaner David Simms wankt erschöpft eine schneebedeckte Bergflanke im Himalaya hinunter und bricht am Rand eines tibetischen Dorfes zusammen. Die Einwohner tragen ihn zu einem Tempel. Dort kommt er zu sich und erinnert sich beim Anblick des Altars an die Geschehnisse, die ihn hierher brachten.
Dave ist ein Pilot der US Army und nimmt zum Ende des Zweiten Weltkriegs hin an der Versorgungsmission The Hump teil, mit der chinesische Truppen in ihrem Kampf gegen die japanischen Besatzer von Indien aus mit Nachschub versorgt werden. Die Flüge führen über das tibetische Hochland und den Himalaya. Auf seinem 57. Versorgungsflug erzählt Dave seinem Co-Piloten Bill March, dass er eine buddhistische Maske als Souvenir aus einem Tempel entwendet habe. Bill ist von Daves Ignoranz gegenüber den Heiligtümern der buddhistischen Bevölkerung entsetzt und fordert ihn auf, die Maske zurückzugeben. Es kommt zu einem Handgemenge, bei dem sich Dave eine blutende Wunde an der Hand zusieht. 
Nach der Landung erstattet Dave Bericht und bereitet sich auf den nächsten Flug vor, von dem er aber abgesetzt wird, als Bill von Daves Verletzung berichtet. Statt Dave fliegt nun Bill die Mission. Dave sucht den Tower auf, um Bill zu erinnern, dass sein Gepäck, darunter auch die Maske, noch in der Maschine sind. Bill funkt den Tower an, dass sein Kompass ausgefallen sei. Dave kann Bills Position orten und erkennt, dass die Maschine zu tief fliegt und auf Kollisionskurs mit dem Berg Amne Mandu ist. Trotz aller Warnungen hören Dave und die Towerbesatzung, wie Bills Flugzeug in den Berg kracht. Verstört sucht Dave den Tempel auf, aus dem er die Maske gestohlen hat. Er verspricht Wiedergutmachung, doch der Priester erklärt, dass dies schon geschehen sei. Voller Schuldgefühle führt Dave seine letzte Mission aus und kehrt nach Hause zurück. 
Während der nächsten Jahre entwickelt Dave das Gefühl, ein geborgtes Leben zu leben. Er besucht Bills Witwe Elaine, die sehr dankbar für die Gesellschaft ist. Trotz aller Bedenken erklärt er ihr, dass Bill ihn auf seinem letzten Flug als Pilot ersetzt habe. Elaine spricht ihn von aller Schuld frei, denn Bills Tod geschah eindeutig durch einen Unfall. Mit der Zeit verlieben sich die beiden und ziehen zusammen. Eines Tages wird ein Päckchen angeliefert, in dem sich die buddhistische Maske befindet. Nach einiger Zeit entschließt sich Dave, nach Tibet zurückzukehren. Elaine will mitkommen, beide erhalten eine Erlaubnis, an einer Himalaya-Expedition teilzunehmen. In Indien werden sie vom UN-Mitarbeiter Malloy dem Wissenschaftler Professor Faber und dessen Frau Jarmila, die Expeditionsleiter, vorgestellt.
Der Schnee und der beißende Wind stellt die Gruppe vor Herausforderungen. Elaine hat zudem Probleme mit der Höhe. In einem tibetischen Kloster wird eine Rast eingelegt. Während einer heiligen Zeremonie hat Dave die Vision einer Lawine, der viele Menschen zum Opfer fallen. Elaine drängt Dave, nicht mit der Expedition weiterzugehen. Er will daher mit ihr und Jarmila im Kloster zurückbleiben und erhält eine Audienz beim Hohen Lama. Der Hohepriester erklärt, dass der Gott Sindja gegen die Expedition sei. Zudem sei sich der Lama über Daves wahre Beweggründe für die Teilnahme nicht im Klaren. Nun will Dave doch weiter mit der Expedition ziehen. Die Gruppe bricht am nächsten Morgen mit Hilfe mehrerer Träger auf. Ein Steinschlag fordert glücklicherweise keine Opfer. Die Träger weigern sich am nächsten Morgen, weiterzugehen, da sie im Steinschlag ein göttliches Zeichen sehen. Farbers Versprechen auf Lohnerhöhung zeigt Wirkung und die Gruppe kann weiterziehen. Einer der Tibeter leert das mitgeführte Fass mit Kerosin und füllt dafür Wasser ein. Einer der Träger erwischt ihn, wird aber niedergeschlagen. Beim nächsten Lageraufbau wird der Verlust des Kerosins bemerkt. 
Im Basislager nahe des Klosters sucht Elaine den Hohen Lama auf, der ihr erklärt, dass Dave auf seiner Reise Erlösung suche. Der niedergeschlagene Träger ist ins Basislager zurückgekehrt und informiert Jarmila über den Sabotageakt. Sie stellt eine Gruppe Träger zusammen, die mit ihr Kerosin zur Expeditionsgruppe bringen soll. Elaine soll wegen ihrer Höhenkrankheit im Lager bleiben. Nach zwei Tagen kann Jarmila mit ihrer Truppe aufschließen, bleibt aber beim Endanstieg zurück. Faber wird mit seinen Leuten durch einen aufgezogenen Sturm aufgehalten. Der Saboteur versucht zu verhindern, dass Jarmila den Männern Nachschub für zwei Tage bringen lässt. Dabei wird er von den Trägern überrascht und stürzt zu Tode. Jarmila kann mit den Trägern die Gruppe ihres Mannes erreichen. Dave, Malloy und das Expeditionsmitglied Aylen sollen nun den Gipfelsturm wagen, da dort das Flugzeugwrack vermutet wird. Auf dem Gipfel werden Malloy und Aylen über einen Steilhang geweht. Das Seil reißt und beide stürzen in den Abgrund. Bestürzt betet Dave zu Sindja, woraufhin sich unter ihm eine Lawine löst.
Zurück in der Gegenwart findet Elaine Dave im Tempel. Dave fühlt sich von seiner Schuld befreit. Der Hohe Lama erklärt, er habe Dave die Maske geschickt, um ihn zum Seelenfrieden zu führen.

## Hintergrund
Gedreht wurde der Film von Mitte Januar bis Anfang Februar 1951 in den General-Service-Studios in Hollywood.
Regisseur Marton erstellte die Himalaya-Sequenzen bei einer internationalen Expedition 1934. Diese Aufnahmen fanden im gleichen Jahr in der Schweizer Produktion Der Dämon des Himalaya Verwendung. Der Kameramann war Richard Angst. Marton, von Metro-Goldwyn-Mayer ausgeliehen, kaufte das Negativ des Schweizer Films, der nie in den USA veröffentlicht wurde, sowie zwei damals nicht verwendete Filmrollen. Seine Frau Jarmila Marton spielte schon in dem Schweizer Film mit.
Harold Dyrenforths Rolle des Professor Faber ist an seinen Vater Günter Oskar Dyhrenfurth angelehnt, der die Expedition von 1934 leitete.
Hauptdarsteller Rex Reason gab sein Filmdebüt.

## Veröffentlichung
Die Premiere des Films fand am 13. Juni 1952 in Finnland statt. In den USA erschien er im Juli 1952, in der Bundesrepublik Deutschland am 11. September 1953, in Österreich im Dezember 1953.

## Kritiken
Das Lexikon des internationalen Films schrieb: „Mythisch vernebelte Abenteuerhandlung rund um interessante dokumentarische Naturaufnahmen.“